# Grewia breviflora
Grewia breviflora är en malvaväxtart som beskrevs av George Bentham. Grewia breviflora ingår i släktet Grewia och familjen malvaväxter. Inga underarter finns listade i Catalogue of Life.